# 東北医科薬科大学の人物一覧
東北医科薬科大学の人物一覧（とうほくいかやっかだいがくのじんぶついちらん）は、東北医科薬科大学に関係する人物の一覧記事。

## 教職員
- 賀来満夫 - 医学部 特任教授

## OB・OG

### 研究者
- 五十嵐治義 - 元奥羽大学歯学部歯科薬理学講座 教授

### 文学
- 柏葉幸子 - 児童文学作家
- 関功 - 作家、脚本家

### マスコミ
- 佐々木真奈美 - ラジオパーソナリティ

### 実業界
- 山澤進　（ヤマザワ会長）